# 外星神犬
《外星神犬》（英語：Good Boy!），由Jim Henson Pictures和米高梅公司制作的较为成功的影片，影片讲述来自外星的狗的故事。
影片的主角欧文·贝克由连姆·艾肯饰演，影片中分别由馬修·波特歷, Delta Burke, Donald Faison, Cheech Marin, 布蘭妮·墨菲, 凡妮莎·蕾格烈芙, Carl Reiner, Keri Jo Chapman和Daniel Joseph给狗配音。
影片讲述的是高智能的外星犬曾派狗到地球，并打算获得对地球的统治权。但不料却发现到达地球的狗成为了人类的宠物。电影中的主角狗，哈勃由馬修·波特歷配音。
影片改编自泽克·查理森的《狗从外星来》（Dogs from Outer Space）。本片导演约翰·罗伯特·霍夫曼和泽克·查理森联合将其改编成剧本。
《外星神犬》与在同一档期上映，以至于昆廷·塔伦蒂诺开玩笑说：孩子们应该拿着《外星神犬》的票去看。